# Matthijs Siegenbeek

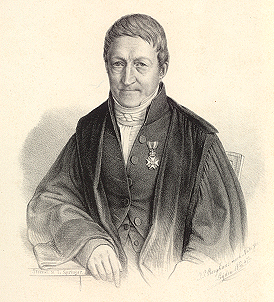
Matthijs Siegenbeek.

Matthijs Siegenbeek, född 23 juni 1774 i Amsterdam, död 26 november 1854 i Leiden, var en nederländsk språkforskare. 
Siegenbeck blev 1797 professor i vältalighet och nederländsk litteratur och historia vid universitetet i Leiden. Han författade flera avhandlingar av stor betydelse för det nederländska språkets utveckling, särskilt i ortografiskt hänseende.